# Seixal
Seixal – miejscowość w Portugalii, leżąca w dystrykcie Setúbal, w regionie Lizbona w podregionie Półwysep Setúbal. Miejscowość jest siedzibą gminy o tej samej nazwie.

## Demografia
| Liczba ludności gminy Seixal (1849–2011) | Liczba ludności gminy Seixal (1849–2011) | Liczba ludności gminy Seixal (1849–2011) | Liczba ludności gminy Seixal (1849–2011) | Liczba ludności gminy Seixal (1849–2011) | Liczba ludności gminy Seixal (1849–2011) | Liczba ludności gminy Seixal (1849–2011) | Liczba ludności gminy Seixal (1849–2011) | Liczba ludności gminy Seixal (1849–2011) |
| ---------------------------------------- | ---------------------------------------- | ---------------------------------------- | ---------------------------------------- | ---------------------------------------- | ---------------------------------------- | ---------------------------------------- | ---------------------------------------- | ---------------------------------------- |
| 1849                                     | 1900                                     | 1930                                     | 1960                                     | 1981                                     | 1991                                     | 2001                                     | 2004                                     | 2011                                     |
| 4 383                                    | 6 661                                    | 10 088                                   | 20 470                                   | 89 169                                   | 116 912                                  | 150 271                                  | 164 715                                  | 158 269                                  |

## Sołectwa
Sołectwa gminy Seixal (ludność wg stanu na 2011 r.)
- Aldeia de Paio Pires – 13 258 osób
- Amora – 48 629 osób
- Arrentela – 28 886 osób
- Corroios – 47 661 osób
- Fernão Ferro – 17 059 osób
- Seixal – 2776 osób